# Megalechis
Megalechis — рід підродини Callichthyinae родини Панцирні соми ряду сомоподібних. Має 2 види. Наукова назва походить від грецьких слів megas, тобто «великий», і lekis, що означає «тарілка».

## Опис
Загальна довжина представників цього роду коливається від 12 до 15 см. Зазвичай самці більше за самиць. Голова помірного розміру, трикутної форми. Очі маленькі. Підочноямкові кістки підняті. Вуси середньої довжини, біля носа. Тулуб витягнутий. Шкіра товста. Спинний плавець доволі високий, з короткою основою. Жировий плавець маленький. Грудні плавці доволі великі. Черевні набагато менше. Біля них у самця присутні «статевий орган». Анальний плавець високий, з короткою основою, мають 5-6 розгалужених преноменів. Хвостовий плавець широкий, опуклий або роздвоєний.
Забарвлення смагляве, коричневе, хвостовий плавець з темними цяточками або смужками.

## Спосіб життя
Зустрічаються у пересихаючих під час сухого сезону водоймах, але можуть селитися і в річках зі швидкою течією. Під час посухи соми, що населяють заливні заплавні луки, зариваються в мул на глибину 15-20 см і чекають більш сприятливих умов — сезону дощів. У цей період у них уповільнюються всі життєві функції, і вони впадають в анабіоз.
Під нерест самець видає різкі звуки. також від утворює гніздо для ікри. Самець агресивно захищає кладку й усю свою територію.
Місцеві рибалки в кінці сухого сезону відвідують місця перебування сомів у мулі, звідки викопують сомів з ґрунту, дуже цінуються як харчовий продукт.

## Розповсюдження
Поширені у водоймах північної частини Південної Америки, зокрема в басейні річок Амазонка і Оріноко.

## Види
- Megalechis picta
- Megalechis thoracata

## Тримання в акваріумах
Потрібно ємність від 150 літрів. На дно насипають суміш великого і середнього піску, поміщають безліч корчів і каміння неправильної форми. Присутність рослинності для сомів байдуже. Мирні. Утримувати можна групою від 3-5 особин (в молодому віці особливо), але дорослі риби не погано живуть і на самоті. Сусідами краще обирати не дуже дрібних риб — бриконов, пімелодових сомів, лорікарід. У неволі їдять будь-який харч для акваріумних риб. Можуть довго голодувати. З технічних засобів знадобиться внутрішній малопотужний фільтр для створення слабкої течії. Температура тримання повинна становити 20-28 °C.